# Caye Amboyne
La caye Amboyne ou caye Amboyna, également connue sous le nom d'île An Bang, (en vietnamien : Đảo An Bang, en malais : Pulau Amboyna Kecil) et sous d'autres noms est une île de l'archipel des îles Spratleys en mer de Chine méridionale. Elle se trouve au sud-ouest du récif Barque Canada, au sud des récifs London et au nord-ouest du récif Swallow.
Avec une superficie de 1,6 hectare (3,95 acre), il s’agit de la treizième plus grande île naturelle des îles Spratleys et de la sixième parmi celles occupées par le Viêt Nam.
L'île comprend deux parties : la partie orientale constituée de sable et de corail et la partie occidentale recouverte de guano. Il y a un récif frangeant sur sa côte. Un obélisque d'environ 2,7 m de haut se dresse dans le coin sud-ouest et il y a peu de végétation. Elle est décrite par certains comme lourdement fortifiée. Un phare est opérationnel sur l'île depuis mai 1995.
L'île est également revendiquée par la Chine, la Malaisie, les Philippines et Taïwan.

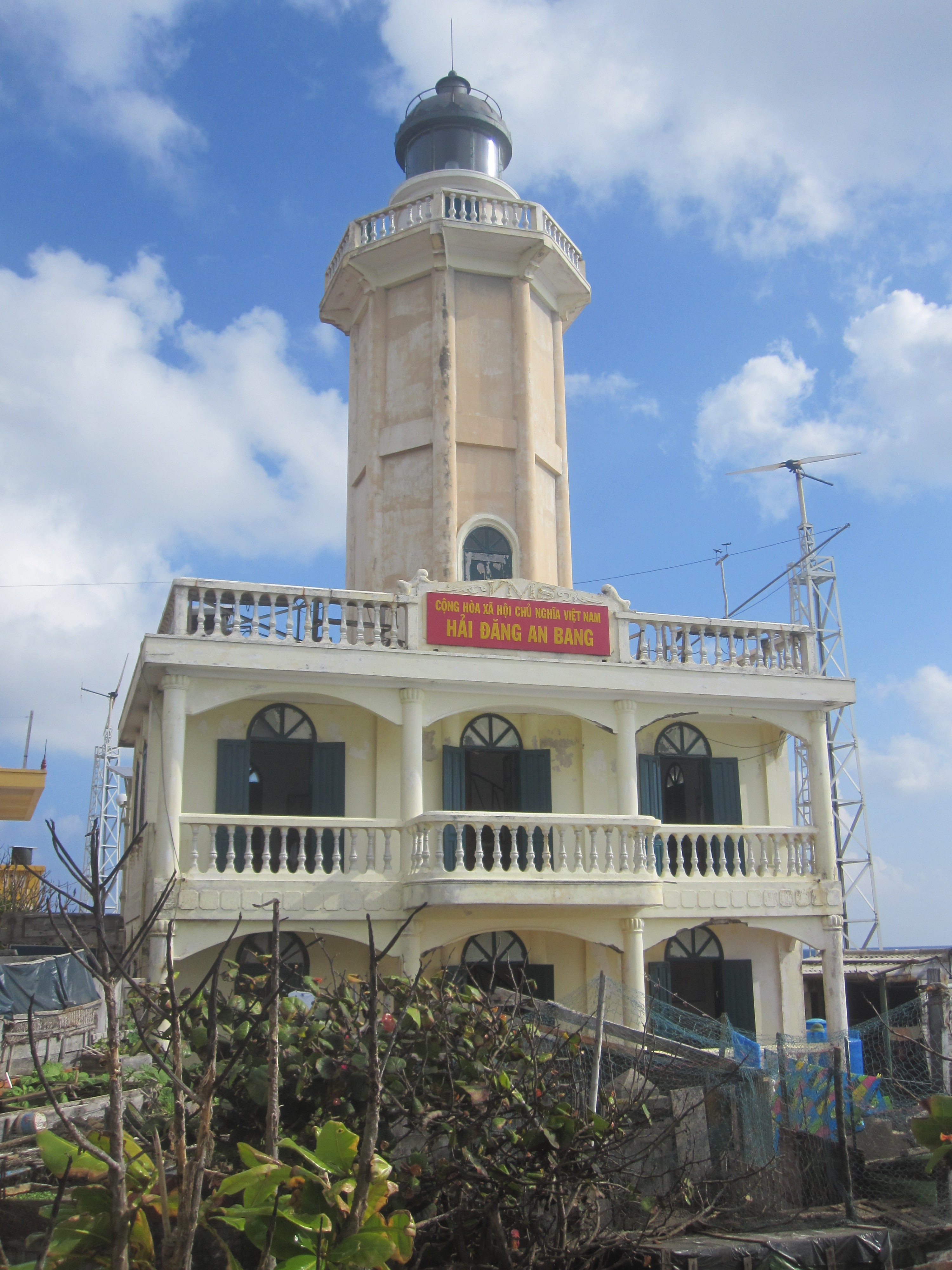
Phare de la caye Amboyne.
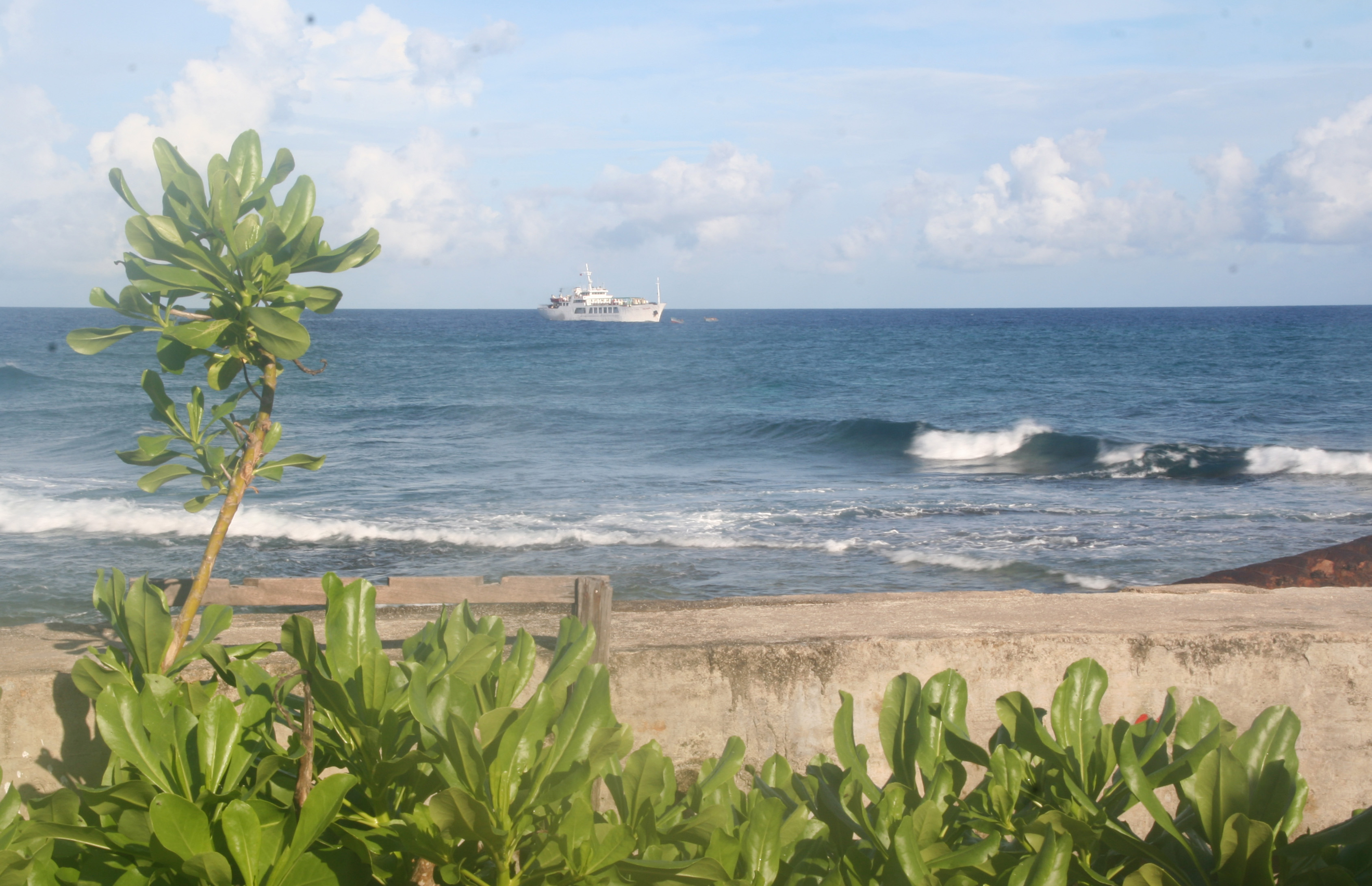
Vue de la caye Amboyne.
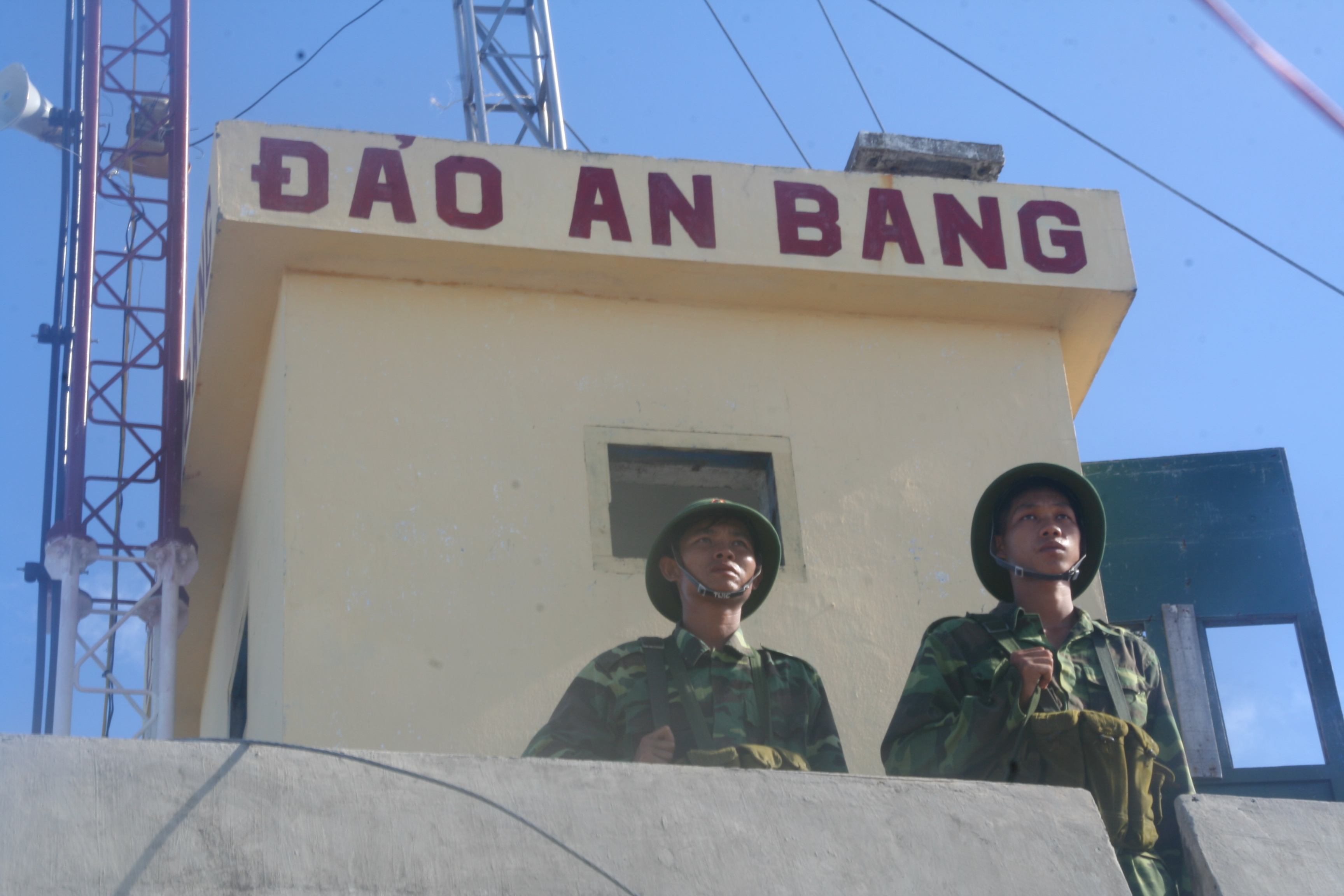
Gardes vietnamiens sur la caye Amboyne.

## Histoire récente
En 1978, la marine royale malaisienne débarqua sur l'île et y plaça des balises. Cependant, les marqueurs furent ensuite détruits par le Viêt Nam qui occupe maintenant l’île.
Le 31 mars 1979, les forces occupant le pays ont tiré des coups de semonce sur un bateau transportant six radioamateurs essayant une DX-pedition sur la caye Amboyne.[réf. nécessaire]
En 1982, les forces armées vietnamiennes ont ouvert le feu sur un yacht en provenance de Singapour exploité par le propriétaire du bateau et son épouse et transportant quatre Allemands dans une DX-pedition sur la caye Amboyne. L'un des passagers, Diethelm Mueller, a été touché par une balle d'artillerie et est tombé par-dessus bord. Le yacht a brûlé et le reste de l'équipage a dérivé pendant 11 jours sur des débris. Un autre de ses occupants, Gero Band, est mort de soif la veille du sauvetage des survivants par un cargo japonais qui les a emmenés à Hong Kong.